# Ekzarch Josif
Ekzarch Josif (bulgariska: Екзарх Йосиф) är ett distrikt i Bulgarien.   Det ligger i kommunen Obsjtina Borovo och regionen Ruse, i den norra delen av landet, 220 km nordost om huvudstaden Sofia.
Trakten runt Ekzarch Josif består till största delen av jordbruksmark. Runt Ekzarch Josif är det ganska glesbefolkat, med 31 invånare per kvadratkilometer.